# Port lotniczy Jamboł-Bezmer
Port lotniczy Jamboł-Bezmer – port lotniczy położony w Bezmer koło Jambołu, w Bułgarii. Używany jest jako baza wojskowa Bułgarskich Sił Powietrznych.